# まつやま登
まつやま 登（まつやま のぼる、1972年8月2日 - ）は、日本の漫画家・イラストレーター。東京都出身。女性。主にテレビゲームに関する4コマ漫画などを手がけているほか、専門学校講師も務めている。漫画家の神楽つなは夫。

## 来歴
1991年に双葉社から刊行が開始されたテレビゲームを題材にした4コマ漫画のレーベルである4コマまんが王国にてアンソロジー作品を執筆するようになる。4コマまんが王国立ち上げ時から最末期まで名を連ねた唯一の漫画家で、レーベル最盛期には主力作家として多くの作品に参加した。この間他社の4コマ漫画レーベルにも多数執筆している。4コマまんが王国終了後も、同じく双葉社の4コマKINGDOMなどでテレビゲームやオンラインゲームの4コマ漫画・アンソロジーを多数描いている。
現在は日本工学院専門学校マンガ・アニメーション科などで講師をしている。2016年まで『ファミ通DS+Wii』の付録漫画（後に本誌内マンガコーナー）で「星のカービィ カービィ&デデデのプププ日記」という漫画も描いていた。この雑誌には夫の神楽つなも太鼓の達人の漫画を連載していた。また同タイトルの漫画を「てれびげ〜むマガジン」に掲載しており、そちらは現在も継続中である。
イラストレーターとしては、英語参考書や禁煙指南本などにイラストを描いたことがある。
一児（ニックネームはすいか太郎）の母でもある。

## 特徴
ほのぼのとした画風が最大の特徴。デビュー当初（1991年頃）は、細くシャープな線の絵だったが、1996年から線が太く柔らかい絵になった。現在は、細い線だが柔らかさのある絵になっており、過去の絵の特徴を合わせ持ったものになっている。

## 作品リスト
執筆している作品数は膨大であり、ここでは一部を列挙する。
- 双葉社 4コマまんが王国 にて多数
- 双葉社 4コマKINGDOM にて多数
- スクウェア・エニックス 4コママンガ劇場にて数作
- 光文社 4コマギャグバトルにて多数
- 星のカービィ カービィ＆デデデのプププ日記（ファミ通ds：2006年2月号 - 2016年2月号、てれびげーむマガジン：2009年第2号 -）
- スイカゲームの おはなし えほん ころころ さくらんぼ（2024年10月） - 文・構成を担当